# Дижон-2
Дижон 2-й кантон (фр. Dijon  2e  Canton) — кантон во Франции, находится в регионе Бургундия. Департамент кантона — Кот-д’Ор. Входит в состав округа Дижон. Население кантона на 2006 год составляло 38 143 человека.
Код INSEE кантона — 2110. Всего в кантон Дижон 2-й кантон входят 9 коммун, из них главной коммуной является Дижон 2-й кантон.

## Коммуны кантона
- Арк-сюр-Тий — население 2458 чел.
- Брессе-сюр-Тий — население 636 чел.
- Шевиньи-Сен-Совёр — население 9460 чел.
- Кутернон — население 1608 чел.
- Кримолуа — население 577 чел.
- Кетиньи — население 9546 чел.
- Ремийи-сюр-Тий — население 803 чел.
- Сенсе-ле-Дижон — население 2305 чел.